# 에드먼턴 로드 러너스
| 에드먼턴 로드 러너스 | |
| 콘퍼런스             | 서부 콘퍼런스 (2004년~2005년) |
| 디비전               | 노스 디비전 (2004년~2005년) |
| 설립연도             | 2004년 |
| 해체연도             | 2005년 |
| 역사                 | 노바스코샤 오일러스 (1984년~1988년) 케이프브레턴 오일러스 (1988년~1996년) 해밀턴 불독스 (1996년~2002년) 토론토 로드러너스 (2003년~2004년) 에드먼턴 로드 러너스 (2004년~2005년) 오클라호마시티 배런스 (2010년~2015년) 베이커즈필드 콘더스 (2015년~현재) |
| 경기장               | 렉셀 플레이스 |
| 연고지               | 앨버타주 에드먼턴 |
| 상징색               | 남색, 금, 빨강 |
| 구단주               | |
| 단장                 | |
| 감독                 | |
| NHL 제휴             | |
| ECHL 제휴            | |
| 정규시즌 우승        | |
| 콘퍼런스 우승        | |
| 디비전 우승          | |
| 칼더 컵              | |
| 영구 결번            | |

에드먼턴 로드 러너스(Edmonton Road Runners)는 캐나다 앨버타주 에드먼턴을 연고지로 하는 2004년부터 2005년까지 AHL 소속되었던 아이스 하키팀이다.
2005년 연고지를 오클라호마주 오클라호마시티 (오클라호마시티 배런스)로 이전했다.

## 역대 홈경기장
| 에드먼턴 로드러너스 |               |          |                   |      |
| 경기장              | 사용기간      | 수용인원 | 장소              | 비고 |
| 렉셀 플레이스       | 2004년~2005년 | 16,839명 | 앨버타주 에드먼턴 | 빈칸 |